# Shady Grove (métro de Washington)
Pour les articles homonymes, voir Shady Grove.
Shady Grove est la station terminus nord-ouest de la ligne rouge du métro de Washington. Elle est située sur le territoire de la Région métropolitaine de Washington, dans la communauté non constituée en société de Derwood dans le comté de Montgomery, État du Maryland aux États-Unis.

## Situation sur le réseau

Plan du métro.

Établie en surface, Shady Grove est la station terminus nord-ouest de la ligne rouge du métro de Washington. Elle est située avant la station Rockville, en direction du terminus nord-est Glenmont.
Elle dispose des deux voies de la ligne, encadrant un quai central.

## Histoire
La station Shady Grove est mise en service le 15 décembre 1984, lors de l'ouverture à l'exploitation du prolongement de Grosvenor à Shady Grove.

## Services aux voyageurs

### Accès et accueil
La station dispose de deux accès : à l'est, sur les Crabbs Branch Way & Redland Rd, un accès, au niveau des voies routières, prolongé par un passage souterrain sous les voies et à l'ouest, Somerville Dr, une bouche couverte et un ascenseur. Ces accès permettent de rejoindre le hall d'accès avec la billetterie, les tourniquets de contrôle et des escaliers mécaniques et un ascenseur pour rejoindre le quai central situé au-dessus.

Installations
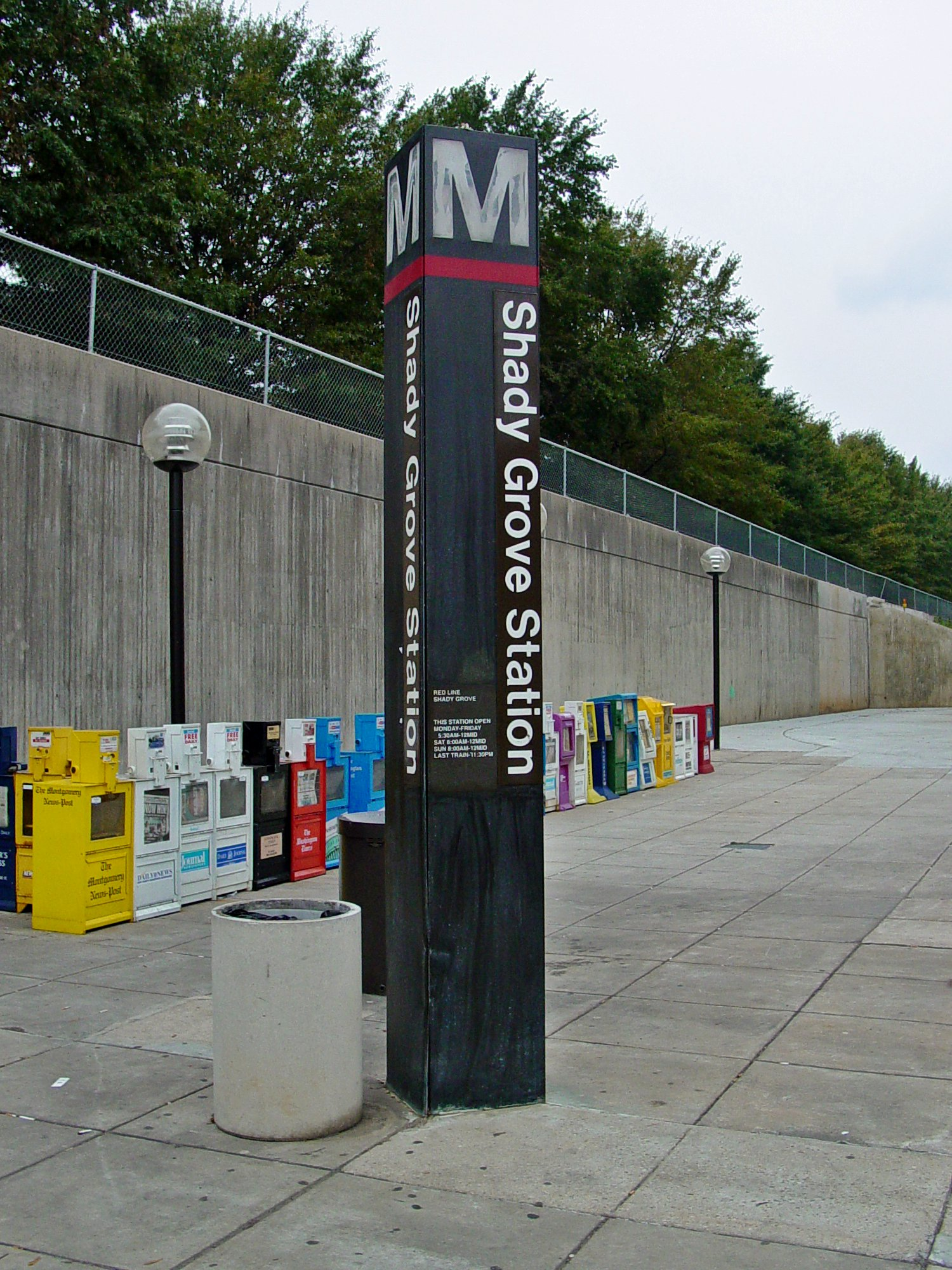
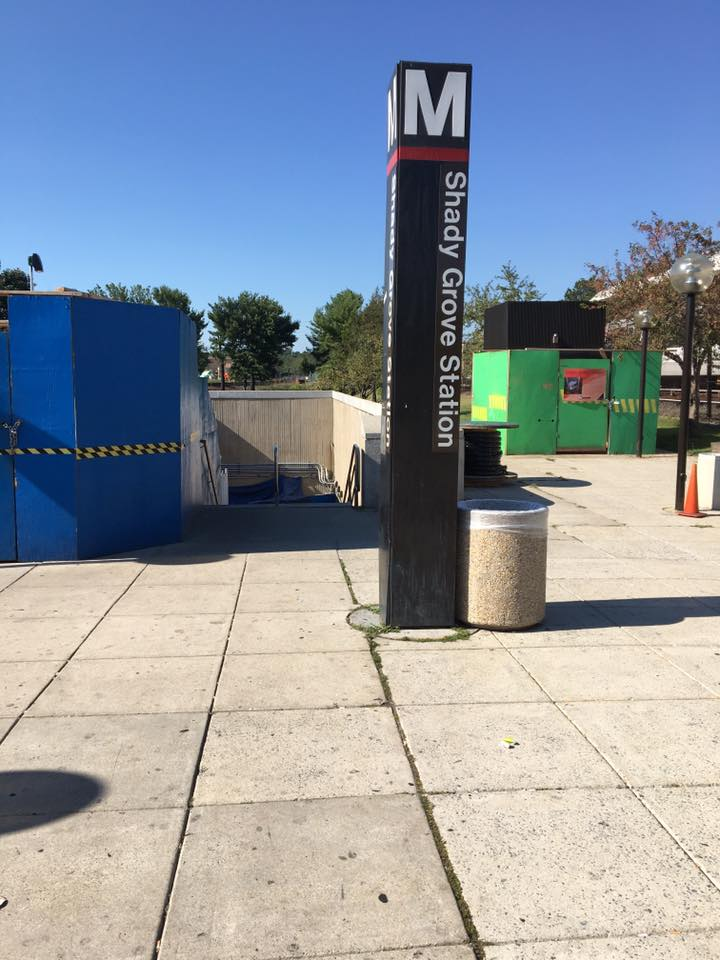
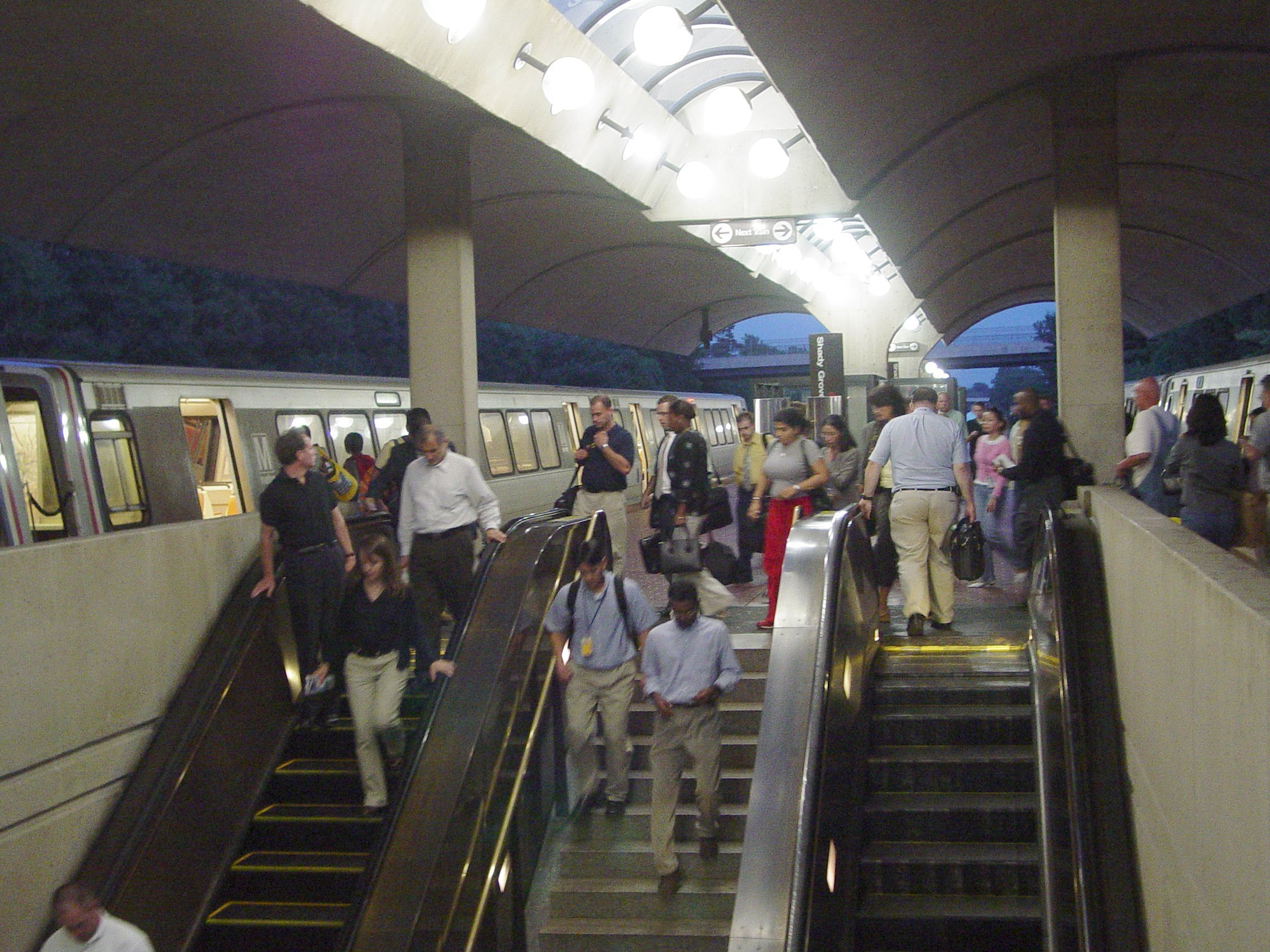

### Desserte
Shady Grove est desservie par les rames qui circulent sur la ligne rouge du métro de Washington. Le départ du premier train, en direction de Glenmont, a lieu : en semaine à 5 h 0 et les samedis et dimanches à 7 h 0, la station est ouverte dix minutes avant le premier passage. Le départ du dernier a lieu tous les jours à 23 h 27 en direction de Glenmont'.

Installations et desserte
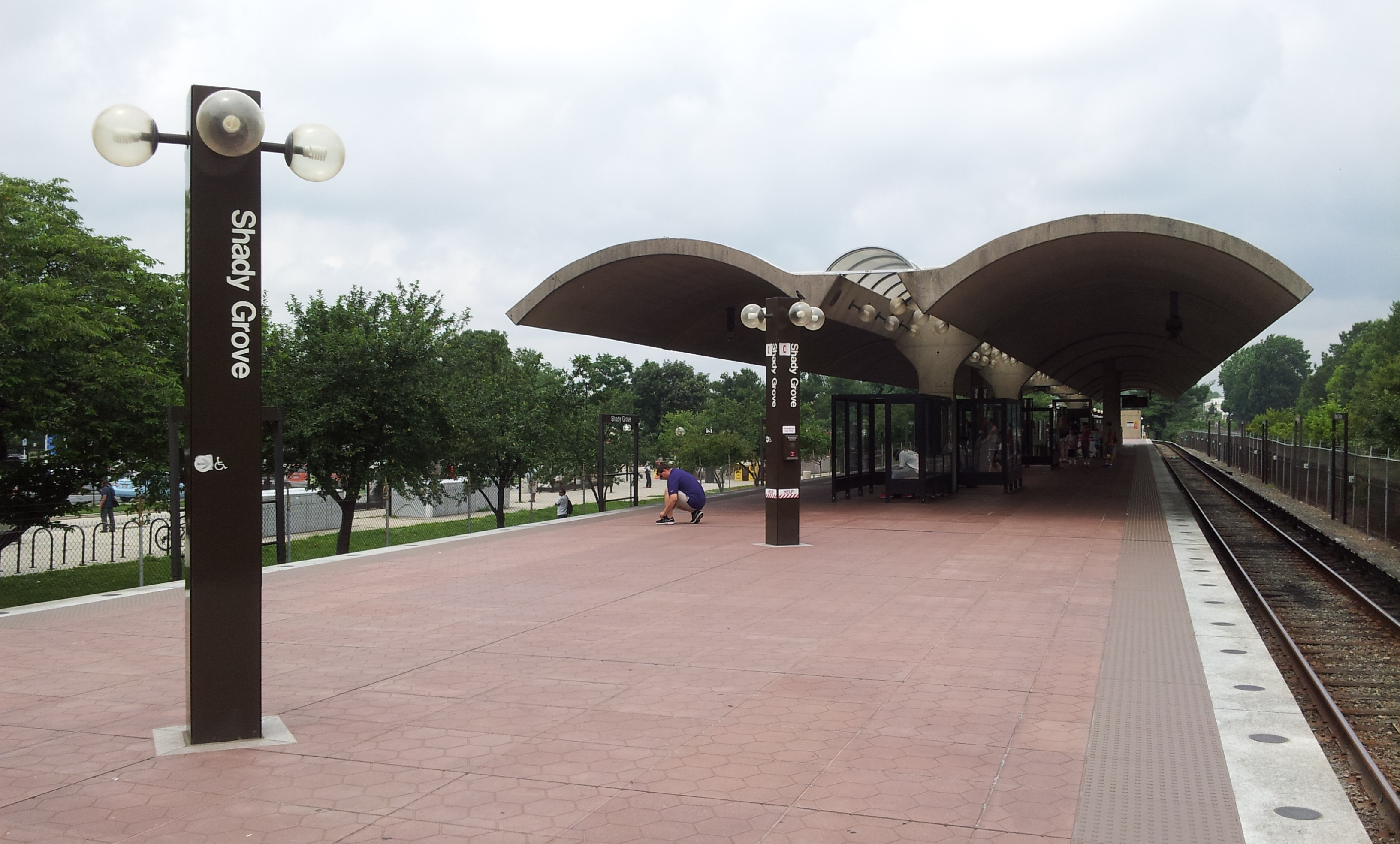
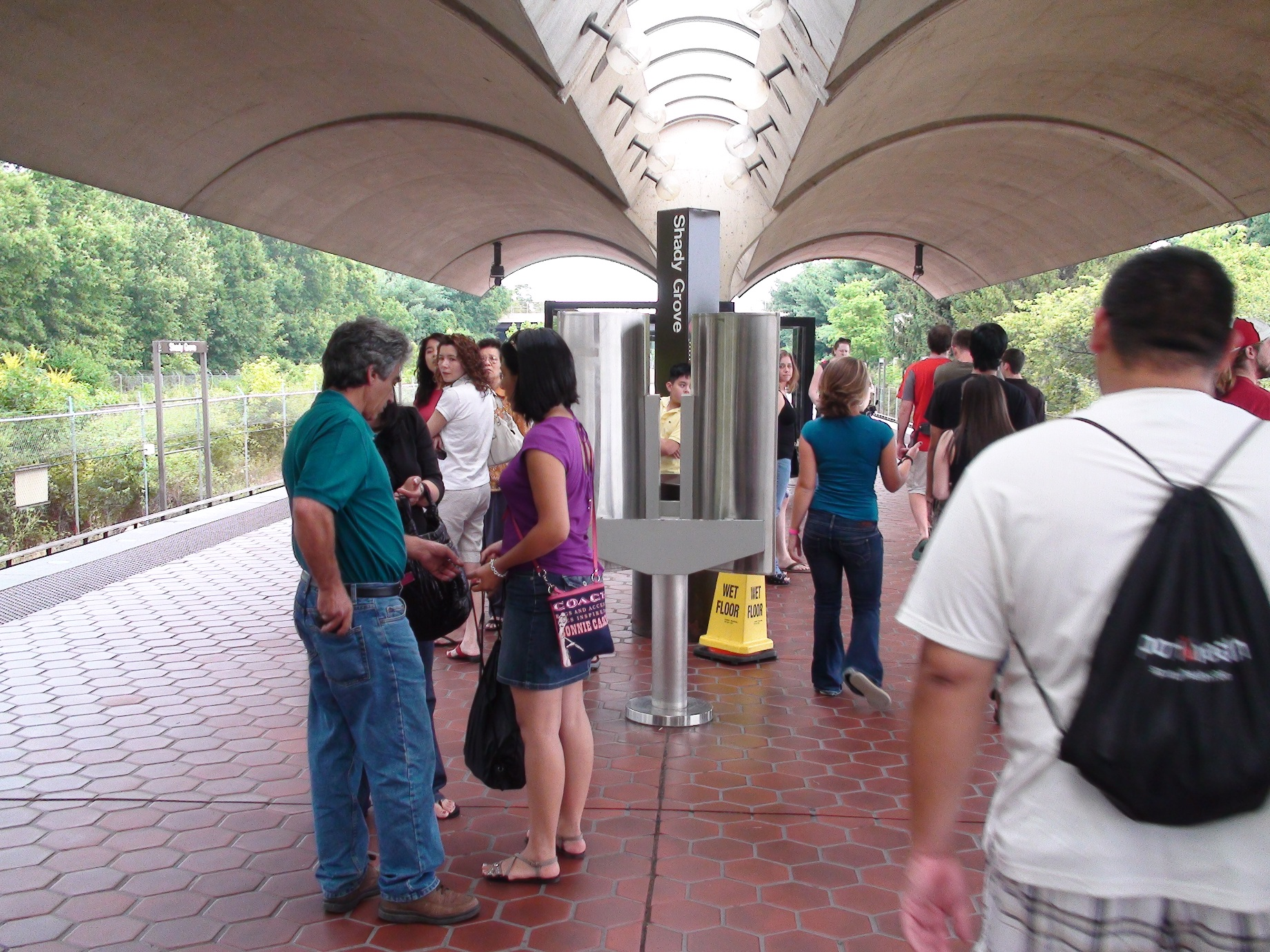
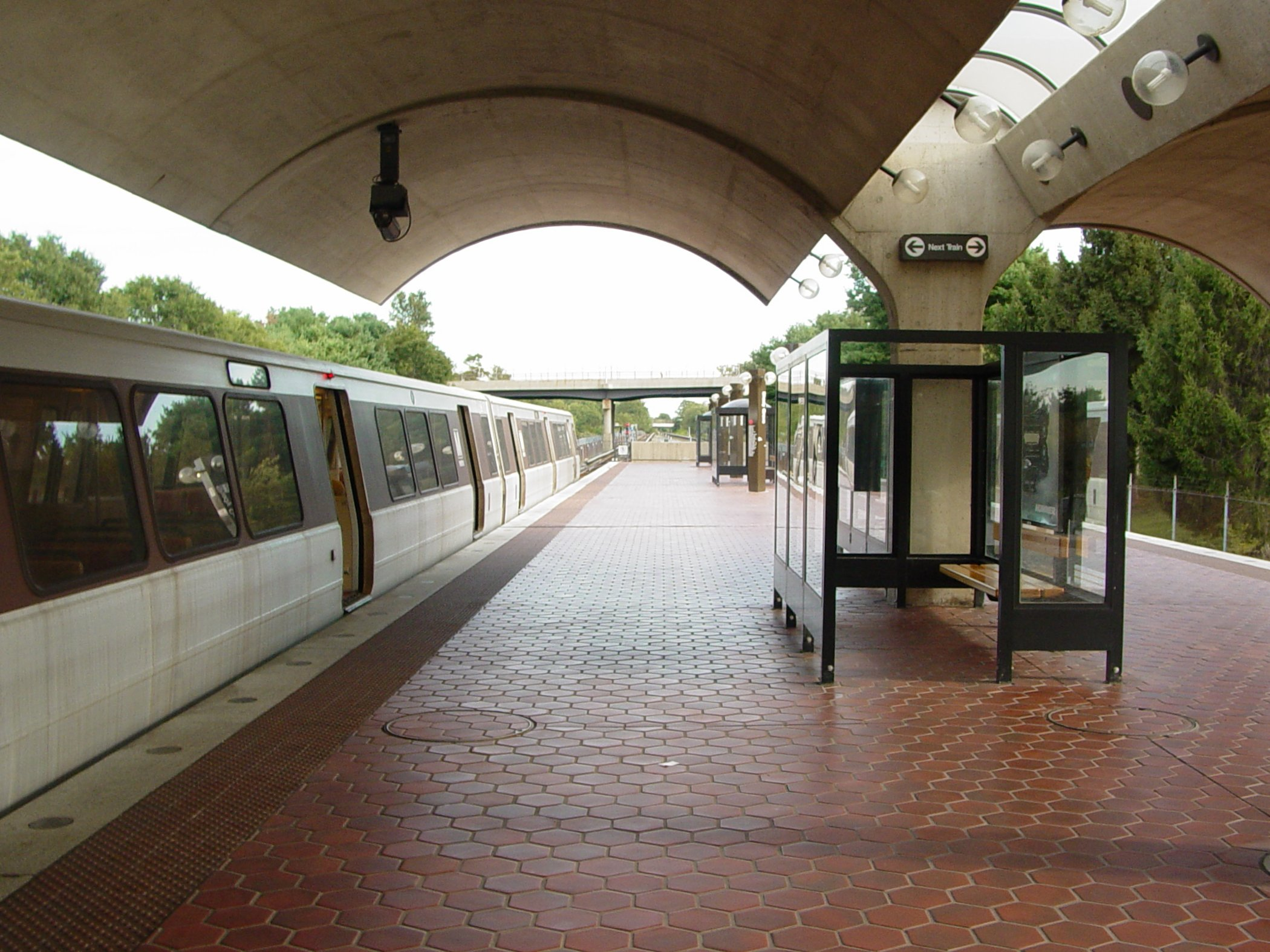

### Intermodalité
À proximité des arrêts de bus sont desservis : à l'ouest de la station par les lignes 43, 58, 60, 61, 64, 65, 71, 73, 74, 76, 78, 79 80, 100 ; à l'est de la station par les lignes 53, 55, 57, 59, 63, 66, 67 et 101.
Elle dispose également : pour les vélos de 38 casiers et 68 points d'accroches ; pour les véhicules de plusieurs parkings payants.